# Cmentarz żydowski w Szubinie
Cmentarz żydowski w Szubinie – szubiński kirkut mieści się przy ul. Kcyńskiej Nowe-Osiedle i ma powierzchnię 0,73 ha. Powstał w XIX wieku. Do dziś zachowało się kilka nagrobków. Częściowo na jego obszarze stoi dom mieszkalny. W czasie II wojny światowej hitlerowcy rozstrzelali na kirkucie mieszkańców miasta. Miejsce kaźni zostało upamiętnione pomnikiem.